# Sergueï Goussev
Pour les articles homonymes, voir Goussev.
Sergueï Vladimirovitch Goussev - en russe : Сергей Владимирович Гусев (Sergej Vladimirovič Gusev), et en anglais : Sergei Gousev - (né le 31 juillet 1975 à Nijni Taguil en URSS) est un joueur professionnel russe de hockey sur glace. Il évolue au poste de défenseur.

## Carrière de joueur
En 1994, il commence sa carrière avec le CSK VVS Samara dans la Superliga. Il est choisi au cours du repêchage d'entrée 1995 dans la Ligue nationale de hockey par les Stars de Dallas en 3e ronde, en 69e position. Il part alors en Amérique du Nord. En 1997-1998, il débute dans la LNH. En 1998, il signe au Lightning de Tampa Bay. En 2001, il retourne en Europe au Severstal Tcherepovets. Avec l'Avangard Omsk, il a remporté la Coupe des champions 2005. Il porte actuellement les couleurs du SKA Saint-Pétersbourg.

## Carrière internationale
Il a représenté la Russie au niveau international. Il a honoré sa première sélection le 5 avril 2002. Il a participé à trois éditions des championnats du monde pour un bilan d'une médaille d'argent et une de bronze.

## Trophées et honneurs personnels
- 2006 : participe au Match des étoiles de la Superliga avec l'équipe de l'Est.

## Statistiques

### En club
| Saison     | Équipe                      | Ligue      |    | Saison régulière | Saison régulière | Saison régulière | Saison régulière | Saison régulière |    | Séries éliminatoires | Séries éliminatoires | Séries éliminatoires | Séries éliminatoires | Séries éliminatoires |
| Saison     | Équipe                      | Ligue      | PJ | B                | A                | Pts              | Pun              | PJ               | B  | A                    | Pts                  | Pun                  |                      |                      |
| 1994-1995  | CSK VVS Samara              | Superliga  | 50 | 3                | 5                | 8                | 58               |                  |    |                      |                      |                      |                      |                      |
| 1995-1996  | K-Wings du Michigan         | LIH        | 73 | 11               | 17               | 28               | 76               | --               | -- | --                   | --                   | --                   |                      |                      |
| 1996-1917  | K-Wings du Michigan         | LIH        | 51 | 7                | 8                | 15               | 44               | 4                | 0  | 4                    | 4                    | 6                    |                      |                      |
| 1997-1998  | K-Wings du Michigan         | LIH        | 36 | 3                | 6                | 9                | 36               | 4                | 0  | 2                    | 2                    | 6                    |                      |                      |
| 1997-1998  | Stars de Dallas             | LNH        | 9  | 0                | 0                | 0                | 2                | --               | -- | --                   | --                   | --                   |                      |                      |
| 1998-1999  | K-Wings du Michigan         | LIH        | 12 | 0                | 6                | 6                | 14               | --               | -- | --                   | --                   | --                   |                      |                      |
| 1998-1999  | Stars de Dallas             | LNH        | 22 | 1                | 4                | 5                | 6                | --               | -- | --                   | --                   | --                   |                      |                      |
| 1998-1999  | Lightning de Tampa Bay      | LNH        | 14 | 0                | 3                | 3                | 10               | --               | -- | --                   | --                   | --                   |                      |                      |
| 1999-2000  | Lightning de Tampa Bay      | LNH        | 28 | 2                | 3                | 5                | 6                | --               | -- | --                   | --                   | --                   |                      |                      |
| 2000-2001  | Lightning de Tampa Bay      | LNH        | 16 | 1                | 0                | 1                | 10               | --               | -- | --                   | --                   | --                   |                      |                      |
| 2000-2001  | Vipers de Détroit           | LIH        | 13 | 1                | 4                | 5                | 10               | --               | -- | --                   | --                   | --                   |                      |                      |
| 2001-2002  | Severstal Tcherepovets      | Superliga  | 40 | 4                | 9                | 13               | 24               |                  |    |                      |                      |                      |                      |                      |
| 2002-2003  | Severstal Tcherepovets      | Superliga  | 46 | 3                | 9                | 12               | 28               | 12               | 1  | 1                    | 2                    | 6                    |                      |                      |
| 2003-2004  | Severstal Tcherepovets      | Superliga  | 46 | 2                | 9                | 11               | 52               | --               | -- | --                   | --                   | --                   |                      |                      |
| 2004-2005  | Avangard Omsk               | Superliga  | 60 | 2                | 10               | 12               | 44               | 10               | 0  | 1                    | 1                    | 14                   |                      |                      |
| 2005-2006  | Avangard Omsk               | Superliga  | 46 | 7                | 8                | 15               | 40               | 13               | 4  | 1                    | 5                    | 12                   |                      |                      |
| 2006-2007  | SKA Saint-Pétersbourg       | Superliga  | 39 | 3                | 8                | 11               | 56               | 3                | 0  | 0                    | 0                    | 6                    |                      |                      |
| 2007-2008  | SKA Saint-Pétersbourg       | Superliga  | 20 | 1                | 4                | 5                | 12               | 7                | 0  | 3                    | 3                    | 6                    |                      |                      |
| 2008-2009  | SKA Saint-Pétersbourg       | KHL        | 50 | 4                | 12               | 16               | 46               | 3                | 0  | 0                    | 0                    | 2                    |                      |                      |
| 2009-2010  | SKA Saint-Pétersbourg       | KHL        | 36 | 2                | 4                | 6                | 30               | 4                | 0  | 0                    | 0                    | 0                    |                      |                      |
| 2010-2011  | SKA Saint-Pétersbourg       | KHL        | 49 | 3                | 6                | 9                | 40               | 6                | 0  | 1                    | 1                    | 2                    |                      |                      |
| 2011-2012  | Avangard Omsk               | KHL        | 26 | 1                | 5                | 6                | 28               | 16               | 0  | 0                    | 0                    | 6                    |                      |                      |
| 2012-2013  | Avtomobilist Iekaterinbourg | KHL        | 47 | 5                | 12               | 17               | 44               | -                | -  | -                    | -                    | -                    |                      |                      |
| 2012-2013  | Avangard Omsk               | KHL        | 3  | 0                | 0                | 0                | 2                | 6                | 0  | 0                    | 0                    | 4                    |                      |                      |
| 2013-2014  | Avtomobilist Iekaterinbourg | KHL        | 48 | 1                | 9                | 10               | 28               | 4                | 0  | 0                    | 0                    | 6                    |                      |                      |
| 2014-2015  | Avtomobilist Iekaterinbourg | KHL        | 33 | 2                | 5                | 7                | 14               | 5                | 0  | 0                    | 0                    | 4                    |                      |                      |
| 2015-2016  | Avtomobilist Iekaterinbourg | KHL        | 15 | 0                | 0                | 0                | 6                | -                | -  | -                    | -                    | -                    |                      |                      |
| 2015-2016  | Avangard Omsk               | KHL        | 18 | 1                | 0                | 1                | 10               | 10               | 0  | 0                    | 0                    | 4                    |                      |                      |
| 2016-2017  | Iougra Khanty-Mansiïsk      | KHL        | 23 | 0                | 4                | 4                | 14               | -                | -  | -                    | -                    | -                    |                      |                      |
| Totaux LNH | Totaux LNH                  | Totaux LNH | 89 | 4                | 10               | 14               | 34               |                  |    |                      |                      |                      |                      |                      |

### En équipe nationale
| Année | Équipe        | Compétition |   | PJ | B | A | Pts | Pun                        |  | Résultats |
| 1995  | Russie junior | CM Jr.      | 7 | 1  | 1 | 3 | 4   | Médaille d'argent          |  |           |
| 2002  | Russie        | CM          | 3 | 0  | 0 | 0 | 0   | Médaille d'argent          |  |           |
| 2003  | Russie        | CM          | 7 | 0  | 2 | 2 | 0   | Défaite en quart de finale |  |           |
| 2005  | Russie        | CM          | 8 | 1  | 0 | 1 | 2   | Médaille de bronze         |  |           |